# Bezkov
Bezkov är en ort i Tjeckien.   Den ligger i regionen Södra Mähren, i den sydöstra delen av landet, 180 km sydost om huvudstaden Prag. Bezkov ligger 393 meter över havet och antalet invånare är 211.
Terrängen runt Bezkov är platt åt nordost, men åt sydväst är den kuperad. Terrängen runt Bezkov sluttar österut.Runt Bezkov är det tätbefolkat, med 442 invånare per kvadratkilometer. Närmaste större samhälle är Znojmo, 7,3 km öster om Bezkov. Trakten runt Bezkov består till största delen av jordbruksmark.